# Lijst van digitale opslagmedia

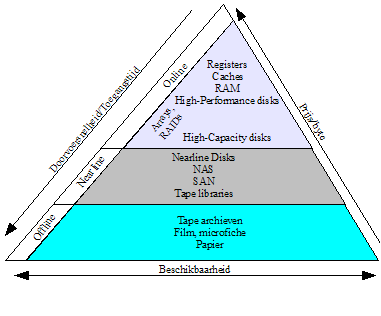
De geheugenhiërarchie

Met de digitale opslagmedia wordt een scala aan betekenissen aangesneden:
| Naam                       | Techniek   | Opmerking                                                                    |
| -------------------------- | ---------- | ---------------------------------------------------------------------------- |
| Diskette                   | Magnetisch | Schijf (8, 5¼, 3½ en 3 inch)                                                 |
| Harde schijf               | Magnetisch | Schijf                                                                       |
| Minidisc                   | Magnetisch | Schijf                                                                       |
| Zipdisk                    | Magnetisch | Schijf                                                                       |
| Jazdisk                    | Magnetisch | Schijf                                                                       |
| Digital audio tape         | Magnetisch | Cassette                                                                     |
| Digital compact cassette   | Magnetisch | Cassette                                                                     |
| D1, D2, D3, D6 (Sony)      | Magnetisch | Cassette                                                                     |
| Betacam (Sony)             | Magnetisch | Cassette                                                                     |
| Betamax (Sony)             | Magnetisch | Cassette                                                                     |
| DV                         | Magnetisch | Cassette                                                                     |
| MiniDV                     | Magnetisch | Cassette                                                                     |
| Digital8                   | Magnetisch | Cassette                                                                     |
| Sacd                       | Optisch    | Compact disc                                                                 |
| Cd-rom                     | Optisch    | Compact disc                                                                 |
| Cd-r                       | Optisch    | Compact disc                                                                 |
| Cd-rw                      | Optisch    | Compact disc                                                                 |
| Video-cd                   | Optisch    | Compact disc                                                                 |
| GD-ROM                     | Optisch    | Compact disc                                                                 |
| Laserdisk                  | Optisch    | Compact disc (bij introductie volledig analoog, later gedeeltelijk digitaal) |
| Dvd-audio                  | Optisch    | Dvd                                                                          |
| Dvd-rom                    | Optisch    | Dvd                                                                          |
| Dvd-ram                    | Optisch    | Dvd                                                                          |
| Dvd-r                      | Optisch    | Dvd                                                                          |
| Dvd-rw                     | Optisch    | Dvd                                                                          |
| Dvd+r                      | Optisch    | Dvd                                                                          |
| Dvd+rw                     | Optisch    | Dvd                                                                          |
| Enhanced Versatile Disc    | Optisch    |                                                                              |
| Universal Media Disc       | Optisch    |                                                                              |
| Hd-dvd                     | Optisch    |                                                                              |
| Blu-raydisk                | Optisch    |                                                                              |
| China Blue High-Definition | Optisch    |                                                                              |
| XDCAM                      | Optisch    |                                                                              |
| Advanced Optical Disc      | Optisch    |                                                                              |
| Ponskaart                  | Optisch    | ook mechanisch                                                               |
| Ponsband                   | Optisch    |                                                                              |
| SD-kaart                   | Elektrisch | Flashgeheugen                                                                |
| CompactFlash               | Elektrisch | Flashgeheugen                                                                |
| Memory Stick               | Elektrisch | Flashgeheugen                                                                |
| Memory Stick Pro DUO       | Elektrisch | Flashgeheugen                                                                |
| Memory Stick Pro           | Elektrisch | Flashgeheugen                                                                |
| SmartMedia                 | Elektrisch | Flashgeheugen                                                                |
| MMC-kaart (MultiMediaCard) | Elektrisch | Flashgeheugen                                                                |
| Reduced Size MMC           | Elektrisch | Flashgeheugen                                                                |
| Mini Secure Digital        | Elektrisch | Flashgeheugen                                                                |
| Micro Secure Digital       | Elektrisch | Flashgeheugen                                                                |
| xD-Picture Card            | Elektrisch | Flashgeheugen                                                                |
| Solid state drive (SSD)    | Elektrisch | Flashgeheugen                                                                |